# جزيرة طاوشان (البحر الأسود)
 
جزيرة طاوشان (حرفيًا جزيرة الأرانب) هي جزيرة تقع في البحر الأسود في تركيا. سميت بهذا الاسم لانتشار الأرانب فيها.
تقع الجزيرة شمال منطقة أماصرة في مقاطعة بارتين (الاحداثيات 41°45′06″N 32°23′03″E / 41.75167°N 32.38417°E). تبلغ مساحتها نحو 25,000 متر مربع (270,000 قدم2) .
توجد فيها أنقاض كنيسة على شكل صليب  تعود لفترة احتلال جمهورية جنوة في العصور الوسطى. حاليا الجزيرة غير مأهولة. لكن يردها زوار من الأرض الرئيسية على نحوٍ متكرر بسبب الاعتقاد بأن المرضى الذين يمرون عبر فجوة صخرية تقع في الجزء الشمالي الشرقي من الجزيرة سرعان ما يتعافون. 